# Загальноосвітня школа № 3 (Дунаївці, Дунаєвецька міська рада)
Дунаєвецький ліцей № 3 — ліцей міста Дунаївці, Дунаєвецького району, Хмельницької області, Україна. Мова навчання  — українська.

## Історія
Перший раз навчання в новобудові школи розпочалося 1 вересня 1989 року.

## Викладацький склад
В школі працює близько 50 вчителів, з них: 6 старших вчителів, 7 відмінників освіти, 4 вчителі-методисти, 17 спеціалістів вищої категорії, 10 спеціалістів І категорії та 14 спеціалістів. Директор школи, Ковальчук Леонід Максимович, один з вчителів-методистів (разом із заступником з навчально-виховної роботи — Федорчук Ганною Сергіївною, вчителем хімії — Бойчик Ганною Михайлівною та вчителем фізичного виховання — Ахметзяновою Галиною Борисівною).

## Матеріальна база
Дунаєвецька ЗОШ № 3 — найбільша школа міста Дунаївці. В школі два спортивних зали, актовий зал, бібліотека, учнівська їдальня, спортивні майданчики.